# Orphnus ovampoanus
Orphnus ovampoanus är en skalbaggsart som beskrevs av Louis Albert Péringuey 1896. Orphnus ovampoanus ingår i släktet Orphnus och familjen Orphnidae. Inga underarter finns listade i Catalogue of Life.